# VEF I-16
VEF I-16 là một mẫu thử máy bay tiêm kích của Latvia, do Kārlis Irbītis thiết kế và VEF chế tạo vào năm 1939.

## Tính năng kỹ chiến thuật (I-16)
Dữ liệu lấy từ Latvia's Little Hawk 
Đặc điểm tổng quát
- Kíp lái: 1
- Chiều dài: 7,30 m (23 ft 11 in)
- Sải cánh: 8,23 m (27 ft 0 in)
- Chiều cao: 2,70 m[2] (8 ft 10 in)
- Diện tích cánh: 11,43 m² (123 ft²)
- Trọng lượng rỗng: 1.100 kg (2.420 lb)
- Trọng lượng có tải: 1.540 kg (3.388 lb)
- Động cơ: 1 × Walter Sagitta I-SR, 403 kW (540 hp)

 Hiệu suất bay 
- Vận tốc cực đại: 483 km/h (261 knot, 300 mph) trên độ cao 7.900 m (25.900 ft)
- Tầm bay: 805 km (438 hải lý, 500 dặm)
- Trần bay: 8.100 m (26.600 ft)
- Tải trên cánh: 136 kg/m² (28 lb/ft²)
- Công suất/trọng lượng: 220 W/kg (0,13 hp/lb)

Trang bị vũ khí

- Súng: 2x Súng máy Browning 7,9 mm